# Microsoft Office 2007
Microsoft Office 2007 је верзија Мајкрософтовог офиса за Windows из 2007. године. Званично је најављен 9. марта 2006. Пуштен је у производњу 3. новембра 2006.; накнадно је стављен на располагање корисницима количинских лиценци 30. новембра 2006,  да би 30. јануара 2007 био пуштен у продају.  
Office 2007 је представио је нови графички кориснички интерфејс назван Fluent User Interface, који користи траке и мени уместо траку менија и траку са алаткама. Office 2007 је такође представио формате датотека типа Office Open XML као подразумеване формате датотека у Ексел-у, Пауерпоинт-у и Ворд-у. Нови формати имају за циљ да олакшају дељење информација између програма, побољшају безбедност, смање величину докумената и омогуће нове сценарије опоравка.
Office 2007 је компатибилан са Windows XP SP2 и Windows Server 2003 SP1 до Windows 10 v1511 и Windows Server 2012 R2.
Са укидањем Frontpage-а, Microsoft SharePoint Designer, који је намењен развоју SharePoint портала, постаје део Office 2007 породице. Његов дизајнерски оријентисан пандан, Microsoft Expression Web, намењен је општем развоју веба. Међутим, ниједна апликација није укључена у Office 2007 софтверске пакете.
Функција препознавања говора је уклоњена из појединачних програма у Office 2007 пакету. Корисници морају да инсталирају претходну верзију да би користили функције препознавања говора.
Подршка за Office 2007 је трајала до 10. октобра 2017.

## Нове функције

### Кориснички интерфејс
Fluent User интерфејс је имплементиран у Аксес-у Ексел-у, Пауерпоинт-у, Ворд-у и у инспектору ставки који се користи за креирање или уређивање појединачних ставки у Аутлуку. Ове апликације су изабране за ремонт корисничког интерфејса јер се усредсређују на ауторство докумената. Остатак апликација у пакету промењен је у нови кориснички интерфејс у наредним верзијама.

### SmartArt
SmartArt која се налази на картици Insert на траци у Ексел-у, Пауерпоинт-у, Ворд-у и Аутлук-у, нова је група дијаграма који се могу уређивати и форматирати. Постоји 115 унапред подешених шаблона графичког изгледа у категоријама као што су листа, процес, циклус и хијерархија. Када се уметне инстанца SmartArt-а, поред ње се појављује окно за текст који води корисника кроз унос текста на хијерархијским нивоима. Свака СмартАрт графика, на основу свог дизајна, мапира обрис текста, аутоматски промењене величине како би се најбоље уклапао, на графику. Постоји велики број „брзих стилова“ за сваку графику који примењују у великој мери различите 3Д ефекте на графику, а облици и текст графике се могу форматирати кроз стилове облика и WordArt стилове. Поред тога, SmartArt графика мења своје боје, фонтове и ефекте како би одговарала теми документа.

### Формати датотека

#### Office Open XML
Microsoft Office 2007 је увео нови формат датотеке под именом Office Open XML као нови подразумевани формат датотеке. Такве датотеке се чувају коришћењем додатног слова X у њиховој екстензији (.docx/xlsx/pptx). Међутим, и даље може да чува документе у старом формату, који је компатибилан са претходним верзијама. Алтернативно, Microsoft је ставио на располагање бесплатан додатак познат као Microsoft Office Compatibility Pack који омогућава да отварање, уређивање и чување докумената креиране у новијем формату 2007.
Office Open XML је заснован на XML-у и користи контејнер ZIP датотека. Документи креирани у овом формату су до 75% мањи од истих докумената сачуваних у претходним форматима датотека, захваљујући компресији ZIP података.

#### PDF
Microsoft је у почетку обећао да ће подржати извоз у PDF у Office 2007. Међутим, због правних приговора са Adobe, Office 2007 првобитно није нудио подршку за PDF, већ као засебно бесплатно преузимање. Међутим, почевши од сервисног пакета 2, Office омогућава корисницима да изворно извозе PDF датотеке.